# 立花はるみ
立花 はるみ（たちばな はるみ、1995年4月3日 - ）は、日本の着エロアイドル、元AV女優。
東京都出身。バンビプロモーション所属。

## 略歴・人物
東京都出身。初体験は16歳の時で、経験人数は6人。
2014年、AVデビュー時に立花陽未から立花はるみに改名。
デビュー後、事務所の先輩にオナニー、中でも相互オナニーのよさを教えてもらい、最新式の電マを購入したが実践できていない。

## 作品

### イメージDVD
2013年
- 純系18TEEN（4月26日、TEEN’S CANDY）※「立花陽未」名義
- 純系少女（6月21日、TEEN’S CANDY）※「立花陽未」名義
- 愛少女（8月16日、TEEN’S CANDY）[3]※「立花陽未」名義
- 純潔乙女（10月25日、サムバディ）※「立花陽未」名義

2014年
- Harumi 飾らないココロとカラダ 立花はるみ（3月13日、REbecca）※Blu-ray版同時発売
- IN the NUDE（4月25日、サムバディ）※「立花陽未」名義
- 立花はるみはオレのカノジョ。（9月25日、GARDEN）[4]

2015年
- Harumi2 スマイルアゲイン（2月19日、REbecca）
- 全裸ヨガ教室10 立花はるみ編（8月28日、オルスタックソフト販売）
- à nu 立花はるみ（10月2日、デジプラン）[5]
- SWEET LOVER スレンダー美女の誘惑（12月13日、Precious Beauty）※Blu-ray版同時発売

2016年
- Harumi’s Boot Camp〜立花はるみ〜（2月27日、オルスタックソフト販売）

### アダルトDVD
アイデアポケット専属
2014年
- FIRST IMPRESSION 78 立花はるみ（2月1日）※Blu-ray版同時発売
- はるみをSEXで気持ちよくイカせて 立花はるみ（3月1日）
- 学校でしようよ! 立花はるみ（4月1日）
- 僕とはるみの甘〜い性活 立花はるみ（5月1日）
- 立花はるみの濃厚な接吻とSEX（6月1日）
- 快感スパイラル 立花はるみ（7月1日）
- いきなりSEX えっ?今ここでですか? 立花はるみ（8月1日）
- 女子大生わいせつ痴漢車両 私、満員電車で痴漢されて犯されて輪姦されました… 立花はるみ（9月1日）
- DIGITAL CHANNEL DC121 立花はるみ（10月1日）
- 究極の尻フェチマニアックス 極尻女子校生version 立花はるみ（11月1日）
- デリバリーSEX アナタの自宅に立花はるみをお届けします（12月1日）

2015年
- 奴隷志願してきた名門大学のお嬢様のパイパンごっくん変態調教飼育 立花はるみ（1月1日）
- 突撃 単体女優立花はるみが噂の風俗店に体当たりガチ潜入リポート（2月1日）
- たっち My ハート 立花はるみPREMIUM BOX 8時間（3月1日）※単体ベスト
- しみけん×S級女優のプライベートハメ撮り7番勝負（4月1日）
- 断り切れずにゴックンしちゃう風俗嬢（4月19日）
- エロDVDを返却しに行った店に立花はるみ本人がレンタル開始になっていたから思い切って借りてみた（5月19日）
- 大乱交 ハメっぱなししゃぶりっぱなしイキっぱなしのノンストップSEXパーティー（6月19日）
- 10発出すまで帰れません 性欲みなぎるオジサンと1泊2日の連続パコパコ性活（7月19日）
- ドクッドクッどぷっどぷっ生ハメ初中出し（8月19日）
- スケスケ薄着でボクを刺激するゴックン教育実習生（9月19日）
- 女子マネージャーは部員達の性処理玩具 全発射オールごっくん ラグビー部 立花はるみ（10月19日）
- マジックミラー号がイク!!完全ガチンコ素人 童貞初挿入 初体験が超絶美女2人の逆3P! 羨ましすぎるWキャストスペシャル!（11月19日）
- DIGITAL CHANNEL（11月26日、SODクリエイト）共演：白石茉莉奈
- 連続射精してしまうほど過激な性交 至極のオーガズム!怒涛の15発射＋男の潮噴き!「ごっくんもあるよ」（12月19日）

2016年
- 飲酒解禁!どろ酔いセックス 呑んだあとのザーメンは格別だにゃ〜（1月19日）
- 【個人撮影】超正統派の美少女はるみとのエロハメ撮り!【高画質】何度もガチイキするほど陶酔するプライベートセックス（2月19日）
- 壊れてもいいからもっと激しく突いて下さい。バックピストン5000発最低保障!!（3月19日）
- HARUMIX 立花はるみ VERYBEST8時間（4月1日）※単体総集編
- from KISS 理性の奥に隠された性欲を呼び覚ますキスから始まる無防備なオーガズムSEX（4月19日）
- 美尻が際立つ究極の尻コスマニアックス×大量尻ぶっかけ!（5月19日）
- 未挿入時間わずか15分50秒!?超長挿入!!イツでも!ドコでも!ダレとでも!絶賛ズボズボ挿入中!（6月19日）
- スキャンダル ナンパお持ち帰りされた立花はるみ 盗撮映像そのままAV発売!新機材メガネ型カメラ投入!巧妙な騙し隠し撮り撮影決行! (8月19日)
- ムチャぶり中出し温泉旅行!ちょっぴり涙もあったけれど笑顔いっぱいヌキどころもいっぱいのはるみんらしい最高の引退作ができました! (9月19日)

### 写真集
- UNDRESS（2014年2月5日、撮影:木村晴、双葉社）ISBN 978-4575306361

## 出演

### テレビ
- 旅ヌード（2014年01月09日 - 30日、テレビ東京）[6]
- モザイクジャパン（2014年5月18日 - 6月15日、WOWOW） - あやせるり 役
- 食べっ娘ちゃん。（2014年7月、エンタ!959）
- 給与明細2「AV女優」（2014年8月2日･9日、テレビ東京）
- 全裸でヨガちゃおっ!（2014年8月、エンタ!959）
- 神尻・神ユキのTバックカレッジ #7#8（2015年5月・6月、エンタ!959）
- 裸美人 #41（2015年6月、エンタ!959）
- SPICE×BOYS #10（2015年10月、エンタ!959）
- バンビ娘の新春紅白歌合戦（2016年1月、エンタ!959）
- 全裸ヨガ教室 #3（2016年3月、エンタ!959）

### プロレス
- ユニオン横浜大会（2014年2月10日、ラジアントホール、DDTプロレスリング）
  - 第3試合 アイデアポケット提供試合 世界アイポケ級選手権試合 王者･諸橋晴也 vs 挑戦者･竜剛馬 アイポケDIVA[7]
- 師走のユニオン2014（2014年12月17日、新宿FACE、DDTプロレスリング）
  - 第3試合 円華 with 立花はるみ vs SAGAT[8]
- 雪ニモマケズユニオン2015（2015年1月24日、ラジアントホール、DDTプロレスリング）
  - 第3試合 円華 with 立花はるみ vs 風戸大智[9]
- ユニオンのマーチ2015（2015年3月28日、ラジアントホール、DDTプロレスリング）
  - 第3試合 福田洋 vs 円華 with 立花はるみ[10]
- ゴールデンユニオン2015（2015年4月29日、後楽園ホール、DDTプロレスリング）
  - 第2試合 円華 with 立花はるみ vs レディビアード with 竜剛馬[11]

### ライブイベント
- MUSIC CIRCUS'15（2015年10月11日、大阪ATCホール、トライハード）

### 映画
- 熟☆ギャル☆白書　極楽仁王勃ち（2016年1月15日、オーピー映画）‐野田南役[12]